# Kansas Lottery Indy 300 2006
Kansas Lottery Indy 300 2006 var ett race som var den åttonde deltävlingen i IndyCar Series 2006. Racet kördes den 2 juli på Kansas Speedway. Sam Hornish Jr. tog sin andra raka vinst, och sin tredje för säsongen, vilket tog upp honom i mästerskapsledning. Dan Wheldon blev tvåa, följd av Vitor Meira och Scott Dixon. Tidigare mästerskapsledaren Hélio Castroneves slutade sexa, men hade fortfarande

## Slutresultat
| Plats | Förare            | Team                     | Grid | Kvaltid |
| ----- | ----------------- | ------------------------ | ---- | ------- |
| 1     | Sam Hornish Jr.   | Marlboro Team Penske     | 2    | 25,645  |
| 2     | Dan Wheldon       | Chip Ganassi Racing      | 1    | 25,625  |
| 3     | Vitor Meira       | Panther Racing           | 6    | 25,793  |
| 4     | Scott Dixon       | Chip Ganassi Racing      | 3    | 25,746  |
| 5     | Tony Kanaan       | Andretti Green Racing    | 13   | 26,135  |
| 6     | Hélio Castroneves | Marlboro Team Penske     | 4    | 25,754  |
| 7     | Tomas Scheckter   | Vision Racing            | 8    | 26,006  |
| 8     | Kosuke Matsuura   | Fernández Racing         | 5    | 25,762  |
| 9     | Marco Andretti    | Andretti Green Racing    | 11   | 26,071  |
| 10    | Jeff Simmons      | Andretti Green Racing    | 17   | 26,230  |
| 11    | Danica Patrick    | Rahal Letterman Racing   | 12   | 26,119  |
| 12    | Dario Franchitti  | Andretti Green Racing    | 14   | 26,139  |
| 13    | Bryan Herta       | Andretti Green Racing    | 15   | 26,178  |
| 14    | Eddie Cheever     | Cheever Racing           | 19   | 26,432  |
| 15    | Buddy Lazier      | Dreyer & Reinbold Racing | 7    | 25,969  |
| 16    | Ed Carpenter      | Vision Racing            | 16   | 26,228  |
| 17    | Buddy Rice        | Rahal Letterman Racing   | 9    | 26,009  |
| 18    | Scott Sharp       | Fernández Racing         | 10   | 26,009  |
| 19    | Felipe Giaffone   | Dreyer & Reinbold Racing | 18   | 26,382  |